# Semiothisa spilota
Semiothisa spilota là một loài bướm đêm trong họ Geometridae.